# Chandra (nome)
Chandra è un nome proprio di persona maschile e femminile usato in diverse lingue diffuse nel subcontinente indiano.

## Origine e diffusione

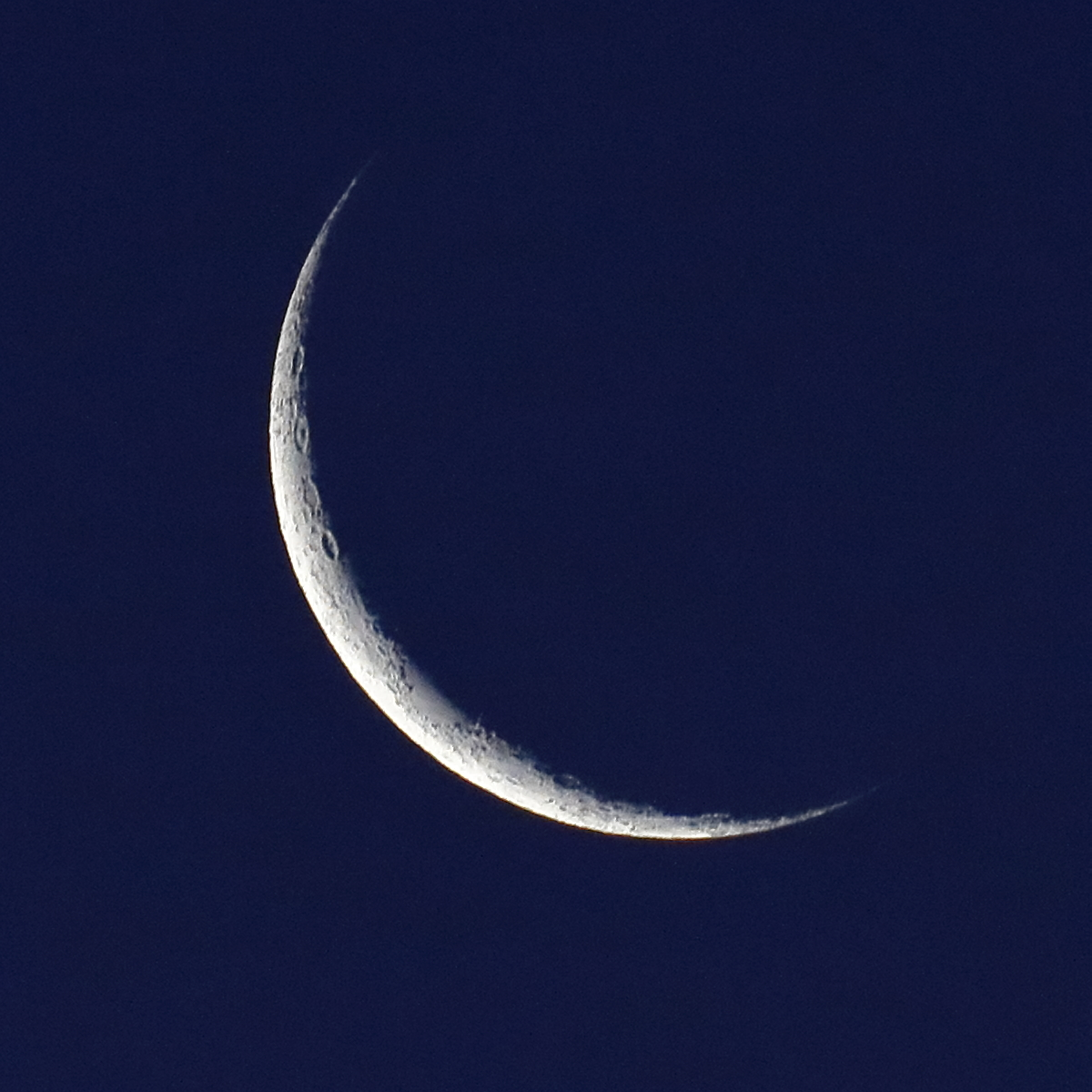
Una falce di luna

Riprende il termine sanscrito indicante la Luna, derivato da चन्द (chand, "splendere"). Ha quindi lo stesso significato dei nomi Luna e Selene.
Nelle lingue hindi e nepalese, dove si usa l'alfabeto devanagari, questo nome è scritto चण्ड se maschile, चण्डा se femminile (entrambi traslitterati "Chandra", ma il maschile può anche essere traslitterato "Chander"); nelle altre lingue in cui è diffuso si usa invece una forma sola: চন্দ্র in bengalese, চন্দ্ৰ in assamese, चंद्रा in marathi, చంద్ర in telugu, சந்திரா in tamil e ಚಂದ್ರ in kannada.

## Onomastico
Il nome è adespota, cioè non è portato da nessun santo, quindi l'onomastico si festeggia il 1º novembre, giorno di Ognissanti.

## Persone

### Femminile
- Chandra Livia Candiani, poetessa italiana
- Chandra Cheeseborough, atleta statunitense
- Chandra Talpade Mohanty, sociologa indiana
- Chandra Sturrup, atleta bahamense
- Chandra West, attrice canadese
- Chandra Wilson, attrice statunitense

### Maschile
- Pramathesh Chandra Barua, regista, attore e sceneggiatore indiano
- Jagadish Chandra Bose, fisico e botanico indiano
- Raj Chandra Bose, matematico e statistico indiano
- Subhas Chandra Bose, politico indiano
- Chandra Shamsher Jang Bahadur Rana, politico nepalese

## Il nome nelle arti
- Chandra Suresh è un personaggio della serie televisiva Heroes.